# Rhopalomyia integrifoliae
Rhopalomyia integrifoliae är en tvåvingeart som beskrevs av Pavel Lehr 2001. Rhopalomyia integrifoliae ingår i släktet Rhopalomyia och familjen gallmyggor. Inga underarter finns listade i Catalogue of Life.